# 中山 (繙譯進士)
中山（1782年—？年），鑲藍旗滿洲人，嘉慶年間繙譯進士。

## 履歷[1]
- 中式繙譯進士，以主事用，選授工部主事。
- 嘉慶二十年（1815年）十月內，補授工部員外郎。
- 嘉慶二十四年（1819年）閏四月內，調補戶部員外郎。
- 嘉慶二十五年（1820年），戶部陝西司員外郎[2][3]。
- 道光四年（1824年）九月內，題陞戶部郎中。
- 道光五年（1825年），京察一等。
- 道光六年（1826年）間，戶部雲南司郎中[4][5][6]。
- 道光七年（1827年）六月內，補授公中佐領，十二月內，用江蘇江安糧道[7]。
- 道光八年（1828年），上任途中感冒風寒又道署失火，驚悸告病禀請請假一月，後銷假[8][9][10][11]。